# Gomphandra australiana
Gomphandra australiana là một loài thực vật có hoa trong họ Stemonuraceae. Loài này được F.Muell. mô tả khoa học đầu tiên năm 1867.